# South East Asia Command
Pour les articles homonymes, voir SEAC.

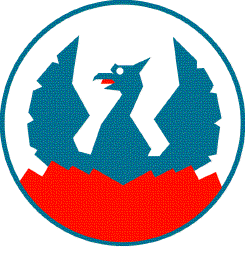
Insigne du SEAC (1943)

Le South East Asia Command ou SEAC est l'organisation créée pour prendre en charge les opérations des Alliés sur le théâtre d'Asie du Sud-Est pendant la Seconde Guerre mondiale.
Le premier commandant suprême est le général britannique Archibald Wavell. Au départ, il était chef de l'éphémere American-British-Dutch-Australian Command dont les forces furent écrasées en 1942 par l'armée impériale japonaise, puis commandant en chef de l'armée britannique des Indes. En août 1943, les Alliés créent un « Commandement combiné sud-est asiatique » pour reprendre les responsabilités stratégiques du commandement des Indes Britanniques et celle des différents commandements nationaux de la région. En octobre 1943, Winston Churchill nomme l'amiral Mountbatten commandant suprême des Alliés pour l'Asie du Sud-Est, poste qu'il occupera jusqu'à la dissolution de l'organisation en 1946. Le général américain Joseph Stilwell est le premier vice-commandant, également chef du commandement américain pour la Chine, la Birmanie et l'Inde (China Burma India Theater of Operations ou CBI).
La première zone d'opération pour les forces terrestres du SEAC est constituée par l'Inde, la Birmanie, Ceylan, la Malaisie, Sumatra et la Thaïlande. Le 15 août 1945, les Indes néerlandaises et l'Indochine française y sont intégrées.
Les lignes de commandement au sein du SEAC sont compliquées. Les forces aériennes n'en font pas partie au début. Les unités de la Royal Air Force (RAF) et de ce qui n'était encore que la United States Army Air Forces (USAAF) étaient séparées. Toutefois, l'intégration est réalisée début 1944. Sur mer, le commandement est plus simple, puisque la Royal Navy fournit la quasi-totalité de la puissance de feu. Les forces terrestres posent des problèmes encore plus compliqués que les forces aériennes. En théorie, c'est un commandement britannique qui contrôle toutes les forces terrestres. Mais, les forces américaines et chinoises, dont la Force X, sont sous un commandement séparé. Ce n'est que fin 1944 que la chaîne de commandement est clarifiée.
Une fois la Birmanie reprise aux Japonais, le commandement porte son attention sur la Malaisie. Les bombes atomiques lancées, le 6 août sur Hiroshima et le 9 août sur Nagasaki, mettent brusquement fin à la guerre avec la capitulation du Japon.
Avec la fin de la guerre, le commandement déplace son attention des opérations de combat vers le gouvernement militaire des régions reconquises avec le désarmement des troupes japonaises et le rapatriement des prisonniers et internés. Les gouvernements occidentaux souhaitent que le SEAC rétablisse l'ordre colonial dans les territoires occupés par les Japonais de 1940 à 1945, où se sont développés des mouvements anti-coloniaux et nationalistes.
Des troupes alliées débarquent ainsi dans les Indes néerlandaises (devenues république d'Indonésie avec la proclamation de l'indépendance le 17 août 1945) et en Indochine française (où Hô Chi Minh a proclamé le 2 septembre 1945 la république démocratique du Viêt Nam), afin de désarmer les troupes japonaises et préparer le retour des forces des puissances coloniales respectives. 
En Indochine française, les forces britanniques (au sud) et chinoises (au nord) mènent ce type d'opérations mais dès la mi-septembre 1945, elles seront rejointes par le Corps léger d'intervention (CLI) du Corps expéditionnaire français en Extrême-Orient (CEFEO). Ce dernier leur succédera afin de lutter contre le Việt Minh à partir de 1946 dans ce qui devint la guerre d'Indochine,. 
Par ailleurs, des gouvernements militaires sont mis en place en Birmanie, en Malaisie, et à Singapour. La Thaïlande, qui était pourtant alliée au Japon, recouvre très vite ses liens avec les puissances occidentales. 
En Indonésie, les troupes britanniques se retrouvent bientôt en conflit avec les nationalistes, qu'elles essaient de désarmer. Le général britannique Aubertin Walter Sothern Mallaby (en) est tué lors d'une de ces confrontations. Le 10 novembre 1945, les forces britanniques attaquent la ville de Surabaya dans l'est de Java. La ville est prise aux nationalistes après de sanglants combats. Les Britanniques se retirent ensuite du pays, laissant aux Pays-Bas la reprise du contrôle de leur colonie. L'indépendance de l'Indonésie sera finalement reconnue le 27 décembre 1949.
Le SEAC est dissous en 1946.